# Gerhard von Pelet-Narbonne
Gerhard  Friedrich Karl von Pelet-Narbonne, född den 8 februari 1840 i Friedeberg, Neumark, död den 11 oktober 1909 i Charlottenburg, var en tysk militärförfattare.
Pelet-Narbonne, som inträdde i krigstjänst 1858, deltog i krigen 1866 och 1870. Han erhöll 1895 avsked med generallöjtnants grad. Pelet-Narbonne utövade redan tidigt ett omfattande skriftställeri på krigshistoriskt och kavalleristiskt område i många tidskrifter och utgav flera anmärkningsvärda arbeten, bland vilka bör nämnas Die Reiterei der I. und II. Armee vom 7 bis 15 August 1870 (1899), Der Kavalleriedienst im Kriege (2 band, 1899–1903; flera upplagor) och Geschichte der brandenburg-preussischen Reiterei (2 band, 1905). Han var lång tid utgivare av Militär-Wochenblatt och 1894–1904 av Löbells Jahresberichte über das Heer-und Kriegswesen.